# Arthur Buchheim
Arthur Buchheim (1859 – 9 settembre 1888) è stato un matematico britannico.
Il padre di Arthur Buchheim, Carl Adolf, fu professore di lingua tedesca al King's College di Londra. Dopo aver frequentato la City of London School, Buchheim ottenne una borsa di studio presso il New College di Oxford, dove fu lo studente prediletto di Henry John Stephen Smith. Successivamente, studiò all'Università di Lipsia dove fu allievo di Felix Klein. Divenne poi docente di matematica alla Manchester Grammar School.
Buchheim scrisse diversi articoli di cui alcuni trattano di algebra universale. Ad esempio, il suo lavoro sui biquaternioni di William Kingdon Clifford e sull'algebra esterna di Hermann Grassmann che ha applicato alla teoria dei bivettori e alla geometria non euclidea, fu citato da Alfred North Whitehead (1898), così come nell'enciclopedia di Klein di Élie Cartan (1908) e più dettagliatamente è citato da Hermann Rothe (1916). Si occupò anche della teoria delle matrici di Arthur Cayley e James Joseph Sylvester.

## Opere (selezione)
- (EN) A. Buchheim, On the theory of screws in elliptic space, in Proceedings of the London Mathematical Society, s1-15, n. 1, 1883,  pp. 83-98, DOI:10.1112/plms/s1-15.1.83.
- (EN) A. Buchheim, On the Theory of Matrices, in Proceedings of the London Mathematical Society, s1-16, n. 1, 1884,  pp. 63-82, DOI:10.1112/plms/s1-16.1.63.
- (EN) A. Buchheim, A memoir on biquaternions, in American Journal of Mathematics, vol. 7, n. 4, 1885,  pp. 293-326, DOI:10.2307/2369176, JSTOR 2369176.